# Abnegação
Abnegação é uma telenovela brasileira produzida pela extinta TV Excelsior e exibida de 24 de outubro de 1966 a 14 de abril de 1967 no horário das 20 horas, totalizando 125 capítulos. Foi escrita por Dulce Santucci e dirigida por Fernando Baleroni.

## Sinopse
Família rica combina casamento entre filhos, Gilda e Alberto. Mas Gilda ama um jovem pianista, com quem foge, abandonando o filho e o marido. Alberto casa-se novamente com uma mulher que o ama, Helena, e juntos terão uma filha.Vinte anos mais tarde, os filhos se apaixonam, mas não podem se casar pois são meio-irmãos. Na Itália, reencontrando a mãe, Gilda, que fora dado como morta, o jovem descobre ser filho da pianista, e não de Alberto, e poderá amar livremente.

## Elenco
- Laura Cardoso - Gilda
- Maurício Nabuco - Alberto
- Edgard Franco - Marcos
- Carmen Marinho - Helena
- Fernando Baleroni - Rafael
- Lídia Costa - governanta
- Luciano Gregório - Leonardo
- Léa Camargo - Magda
- Décio Cardoso - Ricardo
- Geraldo Del Rey - Celso
- Elizabeth Gasper
- Dinah Ribeiro
- Dircinha Costa